# 이승렬 (1983년)
이승렬(李承烈, 1983년 9월 28일 ~ )은 대한민국의 축구 선수이다. 포지션은 수비수이다.
동부초등학교, 만수중학교, 운봉공업고등학교, 한라대학교를 졸업하고 포항 스틸러스에 입단했다.

## 성인경기 출장경력
| 시즌/대회 | 소속팀        | 출장 | 풀게임출장 | 골 | 도움 |
| --------- | ------------- | ---- | ---------- | -- | ---- |
| 2007      | 포항 스틸러스 | 1    | 0          | 0  | 0    |